# 林碧霞
林碧霞，马来西亚霹雳州议会万里望议员，行动党党员。
2008年代表行动党参加霹雳州议会选举并赢得有关议席。